# Polarisering (tværbølge)
 For alternative betydninger, se Polarisering. (Se også artikler, som begynder med Polarisering)
Polarisation er en egenskab ved tværbølger, som specificerer den geometriske orientering af bølgens oscillationer.
Elektromagnetisk stråling, herunder lys, er transversale bølger, der består af fortløbende magnetiske og elektriske felter orienteret vinkelret på hinanden. Hvis det elektriske felt i elektromagnetisk strålebundt konsekvent svinger i en bestemt retning, siges strålingen at være polariseret lineært i denne retning. Specielle lyskilder som lasere og visse udladningsrør skaber lys med denne egenskab, mens felterne i f.eks. sollys og lys fra glødelamper er tilfældigt orienteret -- stråling af denne beskaffenhed siges at være upolariseret.
En særlig form for polarisation er cirkulær polarisation, hvor sammenstillingen af elektriske og magnetiske felter drejer rundt om strålingens udbredelsesretning. Cirkulær polarisation er enten højre- eller venstrecirkulær, afhængigt af om felterne drejer "medurs" hhv. "modurs" set i udbredelsesretningen. Imellem rent lineær og rent cirkulær polarisation findes et interval af "blandinger" mellem de to former; dette kaldes for elliptisk polarisation

## Polarisationsfiltre
Polarisationsfiltre er anordninger, som lader elektromagnetisk stråling passere næsten uhindret hvis dens polarisation falder sammen med filterets polarisationsretning, og dæmper strålingen kraftigt hvis dens polarisation ligger vinkelret på filterets polarisation. Stråling med vinkler imellem disse to yderpunkter bliver dæmpet i varierende grad. Sådanne polarisationsfiltre kendes bl.a. fra Polaroid®-solbriller, og de kan bruges til at frasortere stråling hvis polarisation ikke falder sammen med filterets polarisationsretning. Ved hjælp af særlige optiske indretninger baseret på prismer med særlige overflade-belægninger, kan man desuden "sortere" upolariseret stråling i to strålebundter, polariseret i retninger vinkelret på hinanden.

## Flydende krystaller
LCD med flydende krystaller benytter polarisation til at danne "skyggebilleder" i bestemte former: Det forreste lag glas indeholder et polarisationsfilter orienteret i én retning. Neden under findes et medium ("flydende krystaller"), som på et elektrisk signal kan "beordres" til fungere som et polarisationsfilter i enten samme retning som det "faste" filter i glaspladen, eller i retningen vinkelret herpå. I den første situation vil lys med samme polarisation som glaspladens og krystallernes polarisation passere uhindret og blive kastet tilbage fra et spejl eller en lys baggrund bagest i displayet, mens der i den sidste situation ikke kan passere noget lys (uanset polarisationen), og en mørk "skygge" fremtræder i displayet.

## Kvartbølgepladen og cirkulært polariseret stråling
En kvartbølgeplade er et medium, hvor stråling polariseret i én retning forsinkes en kvart bølgelængde mere end stråling, hvis polarisation står vinkelret på samme retning.
Sendes lineært polariseret lys gennem en kvartbølgeplade ved en vinkel af 45° mellem de to førnævnte retninger, bliver lyset cirkulært polariseret.
Cirkulært polariseret lys bliver omvendt lineært polariseret.